# Maharaja (brädspel)
Maharaja är ett historiskt konfliktspel om Indiens historia av Rex Martin och Greg Sandercock, utgivet av Avalon Hill 1994. 
Spelets använder samma spelidé och samma regler som spelet Britannia, även om vissa olikheter förekommer, för att spegla den historiska situationen. I likhet med denna föregångare handlar även Maharaja om migration och erövringar under en lång period i historien. Spelet täcker Indiens historia från indoariernas invasion ca 1500 f. Kr. (och bygger sålunda på teorin om denna) till Storbritanniens kolonisering under 1700-talet. Spelet är konstruerat för fyra spelare. Varje spelare kontrollerar flera folkslag eller nationer under den aktuella perioden. Målet är att lyckas lika bra, eller bättre, än den historiska motsvarigheten när det gäller erövring och överlevnad. Den som lyckas bäst med detta erhåller mest poäng och vinner därmed spelet. 